# Mendel Singer
Mendel Singer (hebräisch מנדל זינגר; geboren 30. Juni 1890 in Brody, Österreich-Ungarn; gestorben 10. September 1976 in Haifa) war ein österreichisch-israelischer Journalist.

## Leben
Mendel Singer war ab seinem 17. Lebensjahr in der sozialistischen Poalei Zion aktiv und begann für jüdische Zeitungen in Hebräisch, Jiddisch und Deutsch zu schreiben. Auf den vier Jahre jüngeren Joseph Roth machte er einen bleibenden Eindruck, so dass dieser 1930 dem Protagonisten in seinem Roman Hiob dessen Namen gab. Er entwarf 1908 einen Aufruf für die zweite Alija und ging selbst 1909 nach Palästina, Y. H. Brenner war auf demselben Schiff. Er studierte am Lehrerinstitut Esra in Jerusalem, erkrankte allerdings an Malaria und kehrte 1911 nach Europa zurück.
In Wien wurde Singer der Organisator der Poalei Zion und ab 1927 Herausgeber ihrer Zeitung Der jüdische Arbeiter. Er gehörte nach dem Ersten Weltkrieg zu den Gründern des jiddischen Buchverlags in Wien. Er gab eine Anthologie von Schriften jiddischer Schriftsteller, die im Krieg gefallen waren, heraus. Ab 1924 arbeitete er im Brotberuf als Sekretär des Verbands der Kaufleute und für die Lebensversicherungs-Gesellschaft Phönix. 1928 wurde er Vorstandsmitglied der Israelitischen Kultusgemeinde und war dort ein Kritiker Robert Strickers. Mit Leo Goldhammer plante er 1931 eine deutschsprachige Edition der Schriften Ber Borochovs.
Bei der Etablierung des Austrofaschismus 1934 wurde er inhaftiert und nach fünf Wochen mit der Maßgabe der sofortigen Emigration freigelassen. Er emigrierte Ende des Jahres mit seiner Familie nach Palästina und wurde in der Mapai aktiv. Er war von 1935 bis zu seiner Pensionierung 1955 als Redakteur der von der Gewerkschaft Histadrut herausgegebenen Zeitung Davar in Haifa tätig. 1948 behauptete er in einem ausführlichen Artikel, dass Adolf Eichmann noch lebe. In Israel veröffentlichte er Artikel über die jüdische Arbeiterbewegung in wissenschaftlichen Zeitschriften. 1963 gab er die gesammelten Schriften von David Pinski mit einem Vorwort heraus und schrieb 1971 in Hebräisch eine zweibändige Biografie von Schlomo Kaplansky.
Singer wurde Ehrenbürger von Haifa, und die Stadt widmete ihm gegen seinen testamentarischen Willen eine Straße. Mendel Singer war mit Miriam Singer verheiratet, ihr Sohn Uriel Simri (1925–2016) leitete das sportwissenschaftliche Wingate Institut in Netanya.

## Schriften (Auswahl)

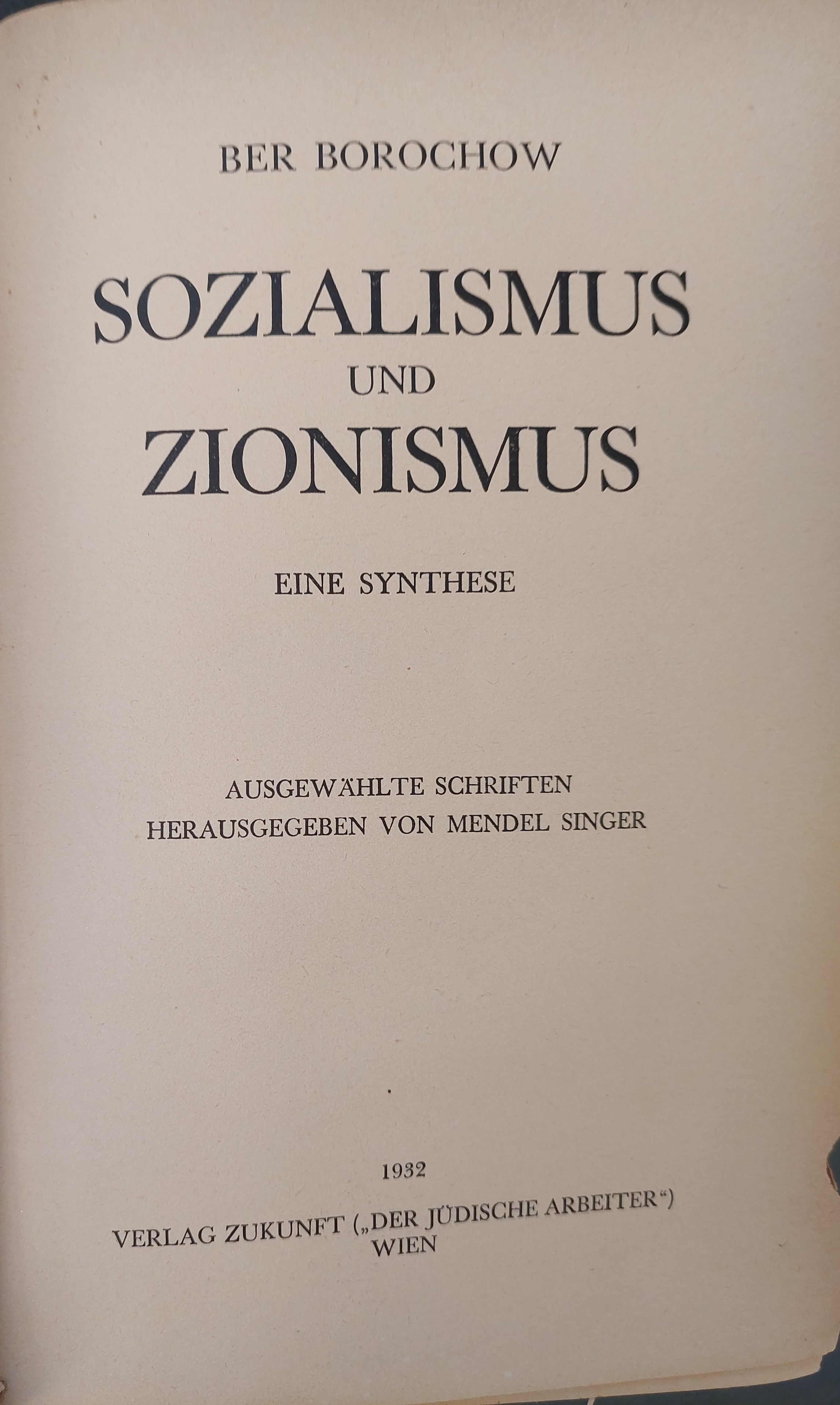
Auswahl und Vorwort von Singer (1932)

- Yaʾaḳov Dinezon : a sḳitse fun zayn leben un shafen. Wien : Farlag Der Ḳṿal, 1921
- Dernoch : A bild in ein akṭ. Lemberg : Arbeṭ, 1923
- Der Weg des jüdischen Arbeiters zum Sozialismus. Wien : Verlag Zukunft, 1928
- Die blutigen Ereignisse in Palästina (1929) und der internationale Sozialismus. Bücherei der Poale-Zion. Wien : Verlag Zukunft, 1930
- Ber Borochov: Sozialismus und Zionismus : eine Synthese; ausgewählte Schriften. Herausgeber und Vorwort Mendel Singer. Wien : Verlag Zukunft („Der Jüd. Arbeiter“), 1932
- Mendel Singer, Joseph Baratz, Schulem Wurm: Gegen den Strom. Ruf an die jüdische Jugend. 1933 (Broschüre)
- Be-reshit ha-tsiyonut ha-sotsyalisṭit : peraḳim u-demuyot. Haifa : Hotsaʾat sifriyat Yalḳuṭ, 1957